# 日忠 (大石寺)
日忠（にっちゅう、1687年（貞享4年） - 1743年11月26日（寛保3年10月11日））は、大石寺第30世法主。

## 略歴
- 1687年（貞享4年）、誕生。
- 1706年（宝永3年）5月26日、父浄光院浄源卒。
- 1730年（享保15年）12月14日、母聞法院妙行卒。
- 1733年（享保18年）7月16日、秋元抄記を著す。
- 1736年（元文元年）春 29世日東より法の付嘱を受け、30世日忠として登座。9月7日、三宝之事を著す。
- 1740年（元文5年）3月8日、甲斐杉山有明寺板本尊造立。
- 1740年（元文5年）11月13日、日忠、法を31世日因に付し石之坊に移る。
- 1743年（寛保3年）10月11日、57歳にて死去した。

| 先代 日東 | 大石寺住職一覧 | 次代 日因 |